# Chimère Troll
Hydrolagus trolli
Pour les articles homonymes, voir Chimère et Troll.
Espèce
Statut de conservation UICN

 LC  : Préoccupation mineure
La Chimère troll ou Requin fantôme (Hydrolagus trolli) est une espèce de poissons de la famille des Chimaeridae découverte en 2002. Cette espèce peut être trouvée au large de la Nouvelle-Calédonie, la Nouvelle-Zélande et de l'Afrique du Sud. Son habitat naturel est la zone pélagique.
En 2009, l'animal est filmé vivant pour la première fois dans l'hémisphère nord. Les images ont été tournées sur la côte pacifique des États-Unis. Les images ne sont dévoilées au public que sept années plus tard, en décembre 2016. En effet, les scientifiques ayant tourné cette vidéo ont d'abord dû identifier formellement l'espèce animale avant de pouvoir publier le contenu.